# Репетто, Пабло
Па́бло Репе́тто (исп. Pablo Eduardo Repetto Aquino; род. 14 марта 1974, Монтевидео) — уругвайский футболист и футбольный тренер.

## Биография
Воспитанник футбольных школ «Уондерерс» и «Расинга» из Монтевидео, но на профессиональном уровне дебютировал в составе «Феникса». Завершил карьеру футболиста в возрасте 26 лет из-за серьёзной травмы большеберцовой и малоберцовой костей.
Тренерскую карьеру начал в «Фениксе» в 2007 году. В 2008—2010 годах тренировал «Серро» и боливийский «Блуминг», а в 2010 году возглавил «Дефенсор Спортинг». Выиграл с «фиолетовыми» Апертуру 2010 года, но в матче за чемпионский титул уступил с минимальным счётом 0:1 победителю Клаусуры «Насьоналю», который и стал чемпионом.
В 2012 году возглавил клуб «Индепендьенте Хосе Теран», выступавший в элите эквадорского футбола лишь с 2010 года. В 2014 году клуб сменил название на «Индепендьенте дель Валье». Репетто стал одним из идеологов политики клуба по привлечению, во-первых, собственных воспитанников в состав команды (в академии проходит обучение 120 юных футболистов), во-вторых, предоставления шанса тем игрокам, которых «списали» в больших клубах Эквадора. Кроме того, при Репетто в команду пришли известные ему по предыдущей работе трое уругвайских футболистов на ключевые позиции в линии полузащиты и защиты — кроме них в составе больше нет ни одного легионера.
В 2013 году «Индепендьенте Хосе Теран» впервые в своей истории стал вице-чемпионом Эквадора. В 2014 и 2015 годах команда из Сангольки занимала третье место. Наиболее успешным для клуба стал 2016 год, когда «Индепендьенте дель Валье» сумел дойти до финала Кубка Либертадорес, пройдя в плей-офф такие опытные команды, как «Ривер Плейт» (1/8 финала, победитель розыгрыша 2015 года), УНАМ Пумас (1/4 финала). В полуфинальном противостоянии команда обыграла шестикратного обладателя трофея «Боку Хуниорс». В финале «Индепендьенте» уступил колумбийскому «Атлетико Насьоналю».
После финала Репетто уехал работать ОАЭ. В январе 2017 года асунсьонская «Олимпия» объявила о назначении Репетто на должность главного тренера.
Со второй половины 2017 года Репетто тренировал ЛДУ Кито. Привёл команду к победе в чемпионате Эквадора 2018 года — впервые за последние восемь лет.
У Репетто трое детей, старший — гражданин Уругвая, двое младших родились уже в Эквадоре.

## Тренерские достижения
- Вице-чемпион Уругвая (1): 2010/11
- Чемпион Эквадора (1): 2018
- Вице-чемпион Эквадора (1): 2013
- Финалист Кубка Либертадорес (1): 2016